# شهرستان رویانگ
شهرستان رویانگ (به لاتین: Ruyang County) یک شهرستان‌های جمهوری خلق چین در چین است که در لوئویانگ واقع شده‌است.